# Pulitzer-Preis 2014
Der Pulitzer-Preis 2014 war die 98. Verleihung des renommierten US-amerikanischen Literaturpreises. Die Bekanntgabe der Preisträger fand am 14. April 2014 statt. Es wurden Preise in 20 der 21 Kategorien im Bereich Journalismus und dem Bereich Literatur, Theater und Musik vergeben. Der Preis in der Kategorie Feature Writing wurde nicht vergeben.
Die Jury bestand aus 18 Personen unter dem Vorsitz von Paul Tash (CEO der Tampa Bay Times).

## Preisträger
| Kategorie                                                  | Preisträger                                       | Begründung |
| ---------------------------------------------------------- | ------------------------------------------------- | --- |
| Dienst an der Öffentlichkeit (Public Service)              | The Washington Post                               | Preis verliehen für die Enthüllung der Überwachung der breiten Bevölkerung durch die NSA.                                                            |
| Dienst an der Öffentlichkeit (Public Service)              | The Guardian US                                   | Preis verliehen für die Enthüllung der Überwachung der breiten Bevölkerung durch die NSA.                                                            |
| Aktuelle Berichterstattung (Breaking News Reporting)       | Mitarbeiter der Boston Globe                      | Preis verliehen für die Berichterstattung über den Bombenanschlag während des Boston-Marathons.                                                      |
| Investigativer Journalismus (Investigative Reporting)      | Chris Hamby, The Center for Public Integrity      | Preis verliehen für die Berichterstattung über Ärzte und Anwälte, die verhindern wollen, dass Menschen mit Anthrakose angemessen entschädigt werden. |
| Hintergrundberichterstattung (Explanatory Reporting)       | Eli Saslow, The Washington Post                   | Preis verliehen für die Berichterstattung über den Zusammenhang von Armut und der Verbreitung von Lebensmittelmarken.                                |
| Lokale Berichterstattung (Local Reporting)                 | Will Hobson und Michael LaForgia, Tampa Bay Times | Preis verliehen für Veröffentlichung der schlechten Verhältnisse in Obdachlosenunterkünften.                                                         |
| Berichterstattung im Inland (National Reporting)           | David Philipps, The Gazette                       | Preis verliehen für das Aufdecken von Missständen in der US-Army, in der Kriegsveteranen für kleinste Vergehen unehrenhaft entlassen werden.         |
| Auslandsberichterstattung (International Reporting)        | Jason Szep und Andrew R.C. Marshall, Reuters      | Preis verliehen für die Berichte über die Verfolgung der Rohingya in Myanmar.                                                                        |
| Feature Writing (Feature Writing)                          | nicht vergeben                                    | nicht vergeben |
| Kommentar (Commentary)                                     | Stephen Henderson, Detroit Free Press             | Preis verliehen für eine Kolumne die die Folgen der Finanzkrise in seiner Heimatstadt zum Thema hat.                                                 |
| Kritik (Criticism)                                         | Inga Saffron, The Philadelphia Inquirer           | Preis verliehen für die Architekturkritiken, die verständlich formuliert sind und von Fachwissen zeugen.                                             |
| Leitartikel (Editorial Writing)                            | Mitarbeiter des Oregonian                         | Preis verliehen für die Leitartikel, die Probleme der steigenden Rentenkosten beleuchtet.                                                            |
| Karikatur (Editorial Cartooning)                           | Kevin Siers, The Charlotte Observer               | Preis verliehen für Karikaturen die zum Nachdenken anregen.                                                                                          |
| Aktuelle Fotoberichterstattung (Breaking News Photography) | Tyler Hicks, The New York Times                   | Preis verliehen für die Fotografien des Terroranschlags im Einkaufszentrum Westgate in Kenia.                                                        |
| Feature-Fotoberichterstattung (Feature Photography)        | Josh Haner, The New York Times                    | Preis verliehen für die Darstellung eines Opfers des Bombenanschlags beim Boston-Marathon, das beide Beine verlor.                                   |

| Kategorie                                                   | Preisträger                                                                |
| ----------------------------------------------------------- | -------------------------------------------------------------------------- |
| Belletristik (Fiction)                                      | The Goldfinch (dt. Titel Der Distelfink) von Donna Tartt                   |
| Theater (Drama)                                             | The Flick von Annie Baker                                                  |
| Geschichte (History)                                        | The Internal Enemy: Slavery and War in Virginia, 1772–1832 von Alan Taylor |
| Biographie oder Autobiographie (Biography or Autobiography) | Margaret Fuller: A New American Life von Megan Marshall                    |
| Dichtung (Poetry)                                           | 3 Sections von Vijay Seshadri                                              |
| Sachbuch (General Nonfiction)                               | Toms River: A Story of Science and Salvation von Dan Fagin                 |
| Musik (Music)                                               | Become Ocean von John Luther Adams                                         |